# Професионална организация
Професионалната организация е професионално сдружение, което обикновено е със статут на неправителствена организация с нестопанска цел.
Тя се създава с цел да спомага за професионалното общуване на хора с определена професия, за споделяне и развитие на техните професионални знания и умения и за защита на интересите им в обществото, включително пред работодатели и органи на властта. Извън вътрешноорганизационния им живот дейността им най-често се проявява в издаване на списания и вестници, организиране на конференции, изготвяне на стандарти за работа и пр.
За защита на интересите им в обществото такива организации се обединяват в професионален съюз (синдикат), чиято основна цел е да подобрява условията на труд на своите членове.
Най-голямата международна професионална организация в света е Институтът на инженерите по електротехника и електроника, който има над 400 000 членове в повече от 160 страни към 2012 г.